# Большая Сурень
Большая Сурень (Большая Сюран) — река в России, протекает в Республике Башкортостан, Оренбургской области. Устье реки находится в 58 км по левому берегу реки Большой Ик. Длина реки составляет 131 км, площадь водосборного бассейна 1580 км².

## Притоки
Основные притоки (расстояние от устья):
- 22 км: река Малая Сурень (пр)
- 39 км: река Ямашла (лв)
- 57 км: ручей Сазала (пр)
- 68 км: ручей Бердяш (лв)
- 74 км: река Комура (пр)
- 81 км: река Малый Кильдик (лв)
- 85 км: река Большой Кильдик (лв)
- 95 км: река Игишлы (пр)
- 114 км: река Рулумбик (лв)

## Данные водного реестра
По данным государственного водного реестра России относится к Уральскому бассейновому округу, водохозяйственный участок реки — Большой Ик. Речной бассейн реки — Урал (российская часть бассейна).
Код объекта в государственном водном реестре — 12010000612112200006122.